# Sergej Schmolik
Sergej Schmolik (* 12. Januar 1965) ist ein ehemaliger belarussischer Fußballschiedsrichter. Seit 1993 war er FIFA-Schiedsrichter. Er leitete Spiele in der Wyschejschaja Liha und wurde auch in internationalen Spielen eingesetzt. 2007 wurde er zum besten Schiedsrichter von Belarus gewählt.
Im Juli 2008 wurde er suspendiert, nachdem er ein Spiel zwischen Naftan Nawapolazk und dem FK Wizebsk in stark alkoholisiertem Zustand gepfiffen hatte.